# Thetidia chlorophyllaria
Thetidia chlorophyllaria är en fjärilsart som beskrevs av Hedemann 1879. Thetidia chlorophyllaria ingår i släktet Thetidia och familjen mätare. Inga underarter finns listade i Catalogue of Life.